# 小行星9146
小行星9146（英語：9146 Tulikov）是一颗围绕太阳公转的小行星。1976年12月16日，柳德米拉·切爾尼赫在纳昂切尼奇发现了此天体。
这颗小行星的绝对星等为168.52202等。